# Juan Ruiz
Juan Ruiz (1283 – 1350) è stato un poeta spagnolo.

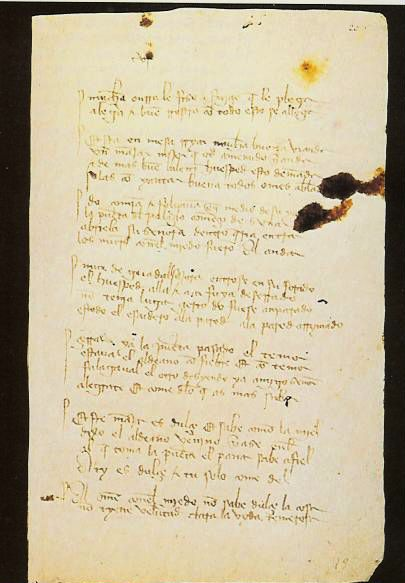
Una pagina del manoscritto del Libro de buen amor.

È meglio conosciuto come Arcipreste de Hita, in quanto svolse le funzioni di arciprete a Hita, presso Guadalajara.

## Biografia
La sua opera più famosa è il Libro de buen amor, considerato uno dei capolavori della poesia medievale spagnola; è un racconto in parte autobiografico, che descrive le avventure sentimentali dell'arciprete.